# Понеділок Микола Васильович
Понеді́лок Мико́ла Васи́льович (*24 вересня 1922, Новомиргород, Херсонська губернія, Російська імперія — †25 січня 1976, Нью-Йорк, США) — український письменник, автор збірок гумористичних оповідань, п'єс і повістей, сатирик, актор і перекладач, член ОУП «Слово». Похований на українському православному цвинтарі в Саут-Баунд-Бруку, штат Нью-Джерсі.

## Біографічні відомості
Народився в сім'ї заможних господарів Василя і Дарії Панасенків у Новомиргороді. Пережив у дитячому віці голод 1933 року, закінчив середню освіту, відбув військову службу в Дніпропетровську. Спочатку працював вантажником кораблів в Одесі, вступив в Одеський університет. Під час Другої світової війни та німецької окупації в 1944 році  потрапляє до Німеччини, мешкав у Мюнхені, працював у театральній трупі Йосипа Гірняка та Олімпії Добровольської, грав у театрі Володимира Блавацького. Дебютував у 1947 році новелою «Чорна хустина», котра з'явилася в часописі «Українські вісті», що видавався в Новому Ульмі (Німеччина).
У 1949 році емігрує до США. Заробляв спочатку фізичною працею: мив посуд у ресторані, продавав морозиво, працював у м'ясара, фармера. Близько трьох років працював на радіостанції «Голос Америки», коли вона була в Нью-Йорку. У 1955 році почав працювати в Стечерт-Гафнер при адресі 31 Іст 10 вул. (Stechert-Hafner, 31 East 10th Street), одній із найбільших американських книгарень у Нью-Йорку, у слов'янському та німецькому відділі.  Жив у Нью-Йорку при адресі 210 Іст 10 вул. (210 East 10th Street), де помер 25 січня 1976 року. Твори перекладалися англійською мовою.

## Літературна творчість
У 1947 році почав перекладати твори німецьких і французьких драматургів. Написав три п'єси з підсовєтського життя: «Знедолені», «Лейтенант Фляєв» і «А ми тую червону калину». Виступав у театрах таборів українських біженців у Німеччині, писав і читав свої гуморески, рецитація яких поклала підставу під унікальну на еміграції популярність письменника.

## Твори
Автор збірок оповідань і повістей «Говорить лише поле…» (1962), «Смішні сльозинки» (1966), «Зорепад» (1969), «Рятуйте мою душу» (1973), «Диво в решеті» (1977); гуморесок «Вітаміни» (1957), гумористичних оповідань
«Соборний борщ» (1960), п'єс «А
ми тую червону калину…» (1957) про намагання репатріювати емігрантів до УРСР.
Його перша творчість, «Чорна хустина», з'явилася у 1947 р. у часописі «Українські вісті», видана в Новому Ульмі (Німеччина). Переїхавши до Америки у 1949 році, його дописи з'являлися у пресі, журналах, календарях та інших виданнях. Він часто виїжджав до українських громад в Америці і Канаді, де виступав перед ними із авторськими вечорами, читаючи свої оповідання, фелейтони та гуморески.
У початковому періоді літературного розвитку вийшли його дві перші збірки: «Вітаміни» (1957) і «Соборний борщ» (1960) — у які входили незлобливі гуморески, фейлетони і сатири. 1962 року вийшла книжка новел, нарисів і оповідань — «Говорить лише поле…». Згодом до його творчого доробку ввійшли ще: «Смішні сльозинки», «Зорепад» і «Рятуйте мою душу».
У 1952 році, в календарі-альманах «Мітла 1952» (Буенос Айрес, 1952, 128 с., Видавництво Юліяна Середяка) було опубліковано дві сцена з політичної сатири "За двома зайцями". На сторінках 97 і 98 є сцена "Вечірня зіронька встає" над колгоспом; на сторінках 110, 111, і 112 є сцена Дружба.  Ця політична сатира не появляється у виданих збірках його творів; не знати чи існує у повністю "За двома зайцями".
У 1953 році, в календарі-альманах «Ювілейний Альманах "Свободи" 1893-1953» (Джерзі Ситі, 1953, 248 с., Видання Українського Народного Союзу) на сторінках 219-222 було опубліковано його оповідання Шістдесят. Це оповідання не появляється у виданих збірках його творів.
У 1954 році, в календарі-альманах «Мітла 1954» (Буенос Айрес, 1954, 128 с., Видавництво Юліяна Середяка) на сторінках 119-121 було опубліковано його оповідання Незалежний делеґат. Це оповідання не появляється у виданих збірках його творів.
У 1958 році, в календарі-альманах «Мітла 1958» (Буенос Айрес, 1958, 128 с., Видавництво Юліяна Середяка) на сторінках 33-40 було опубліковано його оповідання Застрілься, Благаю!. Це оповідання не появляється у виданих збірках його творів.
У 1965 році, в календарі-альманах «Мітла 1965» (Буенос Айрес, 1965, 128 с., Видавництво Юліяна Середяка) на сторінках 107-112 було опубліковано його оповідання Чи інакше можна?. Це оповідання появляється яко Чи, може, інакше треба? у збірці "Смішні сльозинки".
У 1966 році, в календарі-альманах «Мітла 1966» (Буенос Айрес, 1966, 128 с., Видавництво Юліяна Середяка) на сторінках 67-71 було опубліковано його оповідання Єлизавета. Це оповідання появляється яко Елізабет у збірці "Диво в решеті".
У 1971 році, в календарі-альманах «Мітла 1971» (Буенос Айрес, 1971, 128 с., Видавництво Юліяна Середяка) на сторінках 111-115 було опубліковано його оповідання Підслухане. Оповідання перше появилося в «Альманах-календар "Провидіння" на 1970 рік».  Це оповідання не появляється у виданих збірках його творів. 
У 1972 році, в календарі-альманах «Мітла 1972» (Буенос Айрес, 1972, 128 с., Видавництво Юліяна Середяка) на сторінках 75-92 було опубліковано його оповідання Два спогади. Оповідання перше появилося в «Альманах-календар "Провидіння" на 1971 рік».  Це оповідання не появляється у виданих збірках його творів. 
Його «Автобіографія» перше з'явилася у числі 21 лютого 1973 «Український Голос», виданий у Вінніпеґу, Манітоба, Канада. Остання творчість була серія з 23-ох нарисів і фейлетонів, що описували життя і переживання українців у західній Канаді. Ті дописи з'являлися що тижня від 3 січня 1974 до 23 травня 1974 і 15 червня 1974 у тижневику «Українські Вісті», виданий в Едмонтоні, Алберта, Канада. Ті оповідання були зібрані і передруковані у збірці «Диво в Решеті». В тій збірці також з'являється його автобіоґрафія.
У 1975 році Понеділку було доручено написати п’єсу «The Melting Pot» для постановки української театральної групи та для показу перед великими українськими громадами США. Це було до святкування 200-річчя США в 1976 році. Наскільки відомо, ця п'єса не була написана, оскільки Понеділок помер у січні 1976 року, напевно, не встигши її написати.
У 2000-х роках вийшла двотомна збірка творів автора «Казка недосказана моя».
Видані збірки та твори:
- Вітаміни (Буенос Айрес, 1957, 319 с., Видавництво Юліяна Середяка) (По цей бік океану…: Хамелеон, Вибитий зуб, Послуга, Ювілей, Пісні з Нової Ґвінеї, Фальшива тривога, Сантиментальний вальс, Гоноровий синець, Їхнє превосходительство, Спека і кіно, Симпатики однієї ідеї, До Канади…, Хіромантія та дипломатія, Пристріт, Наукова дискусія, Містер Телефон, Прокляті сусіди, «Овертайм», Жертводавці, По коропи…, Він і вона, Щілина в замку, У день народження, Добродій «N», З нагоди десятиріччя, Груба помилка, Посланець сенатора, Кара Божа; …І по той бік: «Цвітуче колгоспне життя», День урожаю, Лекція про бактерії, Шпигун з Індії, Ресторан — «Стахановська кухня», Дві енциклопедії, Завод «Червона гайка», Фахівець з Курська, «Американський» шпигун, «Будова комунізму розсипається», «Хрущик», Свино-година, В ЗАГС-і, Будунок відпочинку, Добробут Дьомки Стріхи, «Стахановська курка», Говорить Київ…, Колгоспна кооператива, Любов за директивами партії, Телеграма, Аґітація і шлунок, Страшна помста)
- Соборний борщ (Буенос Айрес, 1960, 400 с., Видавництво Юліяна Середяка) (Соборний борщ, Не апльодують, Осля та слоник, Вечірні курси, Сердечний приятель, Рибальські змагання, Малярський огляд, Півтора доляра, В театрі; Вертеп: «Сон рябої кобили», Лист до полтавки, Віч-на-віч, Поїду…, Невдачі Васі Прища, Про культурні танці, Барани — овечки, Ай-я-яй, Вівчур — розбійник; Армія: Забрали, Рятуйте мою душу, «Чудо», Еленора Дузе, На кухні ліпше, Стріляю в стратосферу, Я — людина, Невдача в лазні, Гав — гав, Sprechen Sie Deutsch?, «Згоріли», Кінець, я вільний)
- Говорить лише поле (Торонто, 1962, 317 с., Видавництво «Гомін України») (Про автора і твір (Іван Вараниця); Вступ; Говорить лише поле…, Буржуйка, Удвох, Самогубство, Дорослий, Чорна хустка, Стежка, Многая літа, Без назви)
- Смішні сльозинки (Джерзі Ситі — Нью-Йорк, 1966, 278 с., Видавництво «Свобода») (Дещо про автора і його книжки (В. Давиденко); Я — гульвіса і коханець, Віщий сон, Розрада, Галло, говорить «Культурна Година», Десять центів, Живий жах, Телевізія, Дохтори та зцілителі, Цілий круглий пшик, Бабо Килинихо, де ти?, Я жебрака благаю, Тендітна пані, Чи, може, інакше треба?, Двадцятилітні бабусі, Скілки горя і … радости, «Дивіться!» — або гарна бесіда, «На счиру шатку віт Питра», Освічений синок і малоосвічена матуся, Волоцюзі всміхнулося щастя, Зневажений скарб, І місяць видався рожевою сльозиною, Босі ноги, Рятуйте нас від відпочинку!, Чорний кіт і акули, Я — дипломат невідомої країни, Ой, високо ж сторчма летіти!, З порожніми руками, Мої приятелі на пси сходять, Я пентюхуватий, а буду дженджуристий, То було вночі, Я майже голлівудський Валентино, Крізь сльози я сміюся, Кінець)
- Зорепад (Торонто, 1969, 475 с., Накладом Видавництва «Гомін України» Онтаріо, Канада) (Розмови з Батьківщиною (Юрій Клиновий); Не будіть мене… І. П.Б., «А» маленьке, Пісня, Мішечок маку, Казка недосказана моя, Журо ж моя, журо, Любисток на рани, Зорепад)
- Рятуйте мою душу (Джерзі Ситі — Нью-Йорк, 1973, 503 с., Видавництво «Свобода») (Зиґзаґом Угору (Юрій Клиновий); «Коров'яча корпорація», Душогуби з молотом та кинджалякою, Хочуть з мене витрясти душу, Мене м'ясом по лиці шмагають, Рятунок — голопупний концерт, Артисти погорілого театру, Люція Меркурівна та ще й фон Шпіґель, Гуска, гусенята, я, Я гірший від миші і пуделя, Замість квітів на сцену кидають цигарки, цукерки й мило, Танцювали, веселилися, а опісля посмутилися, Пир на ввесь мир — і користь з нього, У ямі — та ще й каналізаційній, Клопоти мої і чужі любовні муки, Ходимо-шукаємо, Я допомагаю скакати в гречку, Паляничка й залицяннячко, Невдачі переслідують мене, Його величність — мило, Виторговою собі титул, Я в сваху перекинувся, Я — замісник помічника в редакції, Феї, я, собака і редактор-посіпака, Газета витягнула ноги, І в шпигуни я не годжуся, З почекальні виганяють і за океан виряджають, Рятуйте мою душу)
- Диво в решеті (Едмонтон — Торонто, 1977, 352 с., Об'єднання Українських Письменників «Слово» в Канаді) (Дещо про життя і «Зорепадну» творчість Миколи Понеділка (Юрій Клиновий); Автобіографія (Микола Понеділок); Диво в решеті: Надходять свята…, На нашій фармі, Прогулянка з пригодами, Зустріч на дорозі, Випадок на літаку, Оце так гостинність, Злодій, Митна контроля, Шляхи дороги — здорові ноги, З добром, із щастям, із снігом, Свій до свого тягнеться, Яблука цінніші від золота, Дивацтво на народні цілі, Нещастя трапилось, Бодай жмень глузду й совісти, Розпач, Стовідцотновий господар, Страшне трапляється, Ціна життя дзьобатого, Стефаник за дротами, Диво в решеті, Краса напровесні; Оповідання, гуморески, спогади: Чорні промені (Спогад), Білі айстри, Материнське благословення (З розповіді мого приятеля), Моє школярство, Інвалід колективізації, Обід собачий, Посивіла жінка, Зустріч, Іменини, Ходімо, Елізабет, Інфляція; Рецензії, репортажі, фейлетони: Геніяльний гінеколог, Два з'їзди, Механізація і коромисло, Історія одної «п'ятусотнниці», Нехай скарає, Скандал у благороднім сімействі, «Про батька мудрого, про Сталіна рідного», Голівуд серед українців, День вікопам'ятний, Зустріч з Шевченком у Вінніпеґу, Ріжок каменю, Золота писанка, Все для душі і тіла, Цирк у хмародерах, Ох, ці наші!, Патріот з примусу; Промови: 25-ліття філядельфійської «Самопомочі», Знайомство з Романом Купчинським, На пошани Едвардові Козакові — І, На пошани Едвардові Козакові — ІІ, На пошани Едвардові Козакові — ІІІ, До і про українських лікарів, До міттенвальдської громади, На святі Василя Стефаника, На пошану д-рові Луці Луцеву; Юрій Клиновий: Слово про збірку Миколи Понеділка «Диво в решеті»)
- Funny tears (Jersey City — New York, 1982, «Svoboda» Press) (переклад «Смішні сльозинки» на анґлійську мову)
- Yarmarok: Ukrainian Writing in Canada Since the Second World War (Edmonton, Canadian Institute of Ukrainian Studies, 1987, CIUS Press) Ця збірка включає три переклади на анґлійську мову:  On a Ukrainian Farm (переклав Юрій Ткач На Нашій Фармі на анґлійську мову), Customs Inspection (переклав Юрій Ткач Митна Контроля на анґлійську мову), та An Adventurous Excursion (переклав Юрій Ткач Прогулянка з Пригодами на анґлійську мову)
- Казка недосказана моя: Гумористичні образки та новели (Том 1 і 2) (Київ, 2002, Видавництво імені Олени Теліги)
- Буржуйка (Нью Йорк, 2009, 20 стор., за видавництвом Шкільної Ради при УККА — Нью Йорк)
- The Bourgeois Woman (Нью Йорк, 2009, 20 стор., за видавництвом Шкільної Ради при УККА — Нью Йорк) (переклад «Буржуйка» на анґлійську мову)

П'єси:
- Знедолені (приблизно 1945)
- Лайтенант Фляєв (приблизно 1945) (передруковане у: Молода Україна, ч. 1-2, ст. 20-27, Видавництво «Молода Україна», Ню Йорк, 1953)
- Весняний пікнік[4]
- Вертеп[4]
- А ми тую червону калину… (Буенос Айрес, 1957, 20 с., «Театральна бібліотека» в-во Юліяна Середяка)

Понеділок переклав на українське наступні п'єси:
- «Антіґона» — Жан Ануй (переклад «Antigone» французького драматиста Jean Anouilh)[2]
- «Візит інспектора» — Джон Б. Прістлі (переклад «An Inspector Calls» англійського драматиста John B. Priestley)[4][5]
- «Привиди» — Генрік Ібсен (переклад «Gengangere» норвезького драматиста Генрік Ібсен; «Ghosts» - Henrik Ibsen)[4][5]
- «Медея» — Жан Ануй (переклад «Médée» французького драматиста Jean Anouilh)[2] (передруковане: «Медея: трагедія в одній діï» / переклад з французькоï мови Миколи Понеділка; Філядельфія, Видавництво Київ, 1959, 22 с.)
- «Зґвалтування Лукреції» — Андре Обе (переклад «Le Viol de Lucrèce» французького драматиста André Obey)[5]
- «Потоп» — Геннінґ Берґер (переклад «Syndafloden» шведського драматиста Henning Berger; «The Deluge» — Henning Berger) (передруковане у: Театрознавчий журнал «Просценіум» 1-2 (20-21), ст. 150—190, 2008)

## Звукозаписи
Є три альбоми, які є записами, де Микола Понеділок читає свої гуморески та фейлетони на публічних заходах та концертах. Ці альбоми знаходяться на платівках 33 1/3 овх.:

- Гумор Сатира — Микола Понеділок (Mykola Ponedilok) (DSF DSLP-6, Ukrainian Book & Music Store, Edmonton, Alberta)

Сторона 1 (Side 1):

1. «ЗАГС (Zaks)»

2. «Армія (Armia)»

3. «Телевізія (Televizia)»

Сторона 2 (Side 2):

1. «Не Аплодують (Ne Aplodujut')»

2. «Одруження (Odryzhennia)»

3. «Хамелеон (Khameleon)»

- Mykola Ponedilok — Volume 1 (Микола Понеділок — Волюм 1) (Film Production FP 901, vol. I / Arka Records, New York; коричнева обкладинка) (Film Production ("Фільмова Продукція") була компанія яку провадив Ярослав Кулинич)

Сторона перша (Page 1):

1. «Відкриття Виставки ЕКО в Гантері (Widkrytia Wystawy EKO w Hanteri)»

2. «Зв'язок з нашою землею, нарис (Zwjazok z nashoju zemleju)»

3. «Про нашу мову (Pro nashu mowu)»

Сторона друга (Page 2):

1. «У нашому Ню Йорку, гумореска (U Nashomu New Yorku)»

2. "Києве Мій — співає Квартет «Верховина» (Kyjewe Mij, wyk. Kwartet «WERCHOWYNA, Toronto)»

3. «Їду до Америки (Jidu do Ameryky)»

4. «Як я працював в театрі, гумореска (Jak ja praciuwaw w teatri, humoreska)»

- Mykola Ponedilok — Volume 2 (Микола Понеділок — Волюм 2) (Film Production FP 901, vol. II / Arka Records, New York; чорна обкладинка) (Film Production ("Фільмова Продукція") була компанія яку провадив Ярослав Кулинич)

Сторона перша (Page 1):

1. «В Чікаґо, гумореска (W Chicago. humoreska)»

2. «Синець, гумореска (Synec, humoreska)»

3. «Я люблю… — співає Квартет „Верховина“ (Ja Lublu», wyk. Kwartet «Werchowyna», Toronto"

4. «Я, також колись співав… (Ya takoz kolys spiwaw.)»

Сторона друга (Page 2): 

1. «В Літературно-Мистецькому Клюбі в Ню Йорку (W Literaturno-Mysteckomu Klubi, New York)»

2. «На Відпочинковій Оселі Молоді (Na widpochynkowij Oseli Molodi)»

3. "Зоріла Золота Заграва — виконує Квартет «Каравана» («Zorila Zolota Zahrawa», wyk. Kwartet «Karawana» "

4. «От так ми подружилися, гумореска (Ot tak my podruzylysia, humoreska)»

5. «На Добраніч» — вик. «Верховина» і «Каравана». («Na Dobranich», wyk. «Werchowyna» i «Karawana» 

На касетах випущені ті самі три альбоми:

- Ukrainian Humor & Satire — Mykola Ponedilok (Yevshan Communications, Montreal, 1987)
- Mykola Ponedilok — Volume 1 (Yevshan Communications CYFP 2003, Montreal, 1984)
- Mykola Ponedilok — Volume 2 (Yevshan Communications CYFP 2004, Montreal, 1984)

## Пам'ять

Меморіальна дошка на будинку письменника в Новомиргороді

- У 2007 році в Новомиргороді на рідній вулиці письменника (колишня Матросова з 2024 р. вул. Верхня) за сприяння Товариства імені Олени Теліги, «Просвіти» та районної влади була встановлена меморіальна дошка. У цьому будинку досі мешкають нащадки роду Понеділків.